# دوتاژکان
دوتاژکان (نام علمی: Bikonta) نام یک گروه (subdomain) از حوزه یوکاریوت است. این یوکاریوتها دو تاژک دارند.
در گذشته تقسیم بندیهای مختلفی وجود داشت ازجمله دوتاژکان به گروههای برون‌کافتگان Excavata ، باستان‌گیاهیان (Archaeplastida؛ گیاهان و جلبکها) و هکروبیا (هکروبیا) و SAR supergroup = ناجورتاژکان + حبابچه‌داران + ریزاریا تقسیم می شوند اما امروزه این تقسیم بندی کمتر بکار می‌رود.